# 蜀漢行政區劃
蜀漢行政區劃，大體上沿習了東漢以來的州、郡及縣政區制度。蜀漢的疆域北至秦嶺一帶；東與孫吳相鄰於長江三峽；南至雲貴高原一帶，西南伸入今緬甸境內。

三國政區示意圖

## 概況
建安十三年（208年）赤壁之戰後，孫劉聯軍取得荊州，劉備即表劉表之子劉琦為荊州刺史，引兵招降了荊南的武陵、長沙、桂陽、零陵四郡。到了東吳周瑜死後，建安十五年（210年），劉備自孫權處求借得南郡以及確認分得荊南四郡，督導荊州。建安十六年，劉備因益州牧劉璋之邀入蜀，屯葭萌以備漢中張魯。隔年，劉備與劉璋反目，劉備屢敗劉璋軍，進圍雒城，並分兵平定蜀中各地，並在荊州諸葛亮、張飛等人支援下，於建安十九年（214年）進入成都取得益州。建安二十年（215年），孫權不滿劉備遲遲不肯交還荊州，襲取長沙、桂陽、零陵3郡，雙方軍隊相持於長沙益陽。後聞曹操將攻漢中，劉備怕益州有失，於是雙方議定平分荊州，以湘水為界，以東江夏、長沙、桂陽歸孫，以西南郡、武陵、零陵歸劉。
建安二十年（215年）曹操得漢中，並遣軍攻三巴。劉備使張飛破曹將張郃於宕渠，劉備遂得三巴之地，此後雙方相持於漢中。建安二十四年（219年）劉備於漢中之戰打敗曹操得汉中郡，同時蜀將孟達自秭歸北上攻取房陵，劉封自漢中東下與孟達會攻上庸、西城。至此，劉氏疆域東沿湘水，北抵秦嶺，南至蠻中，橫跨荊、益二州，領24郡1屬國。同年孫吳乘關羽發動樊城之戰北伐時擊取荊州，隔年孟達降魏，房陵、上庸、西城3郡歸魏。蜀漢失去荊州及沔水上游之地，諸葛亮的宛洛、秦川兩路伐曹的戰略遂告擱淺。
章武元年（221年），劉備東伐孫吳，直迫南郡西境。旋而大敗，退回蜀中。劉備死後南中益州、牂柯、越巂相繼叛亂，是時蜀漢閉關息民，無暇顧及，暫置南中不管。至建興三年（225年）諸葛亮南征，平定南中益州、牂柯、越巂、永昌的叛亂，然而此後南中屢屢有亂，蜀漢在南中未能具有完全的統治力。建與六年（228年）諸葛亮北伐攻魏，隴右天水、南安、安定3郡相繼投降。然街亭兵敗，蜀漢軍退回漢中，隴右3郡復歸於魏。七年（229年），蜀漢攻魏，取得武都、陰平2郡，於是蜀漢西北邊境直通曹魏隴右地區。但除此之外，諸葛亮北伐及後繼的姜維北伐到最後大多無功而返，幾乎未能從曹魏那裡取得任何寸土。
延熙三年（240年），越巂太守張嶷平定越巂郡，又平定漢嘉郡夷亂。十一年（248年）鄧芝討平涪陵夷亂。十七年（254年），姜維攻魏隴西郡河關、臨洮等縣，因曹魏援軍到來，乃棄其地，徙民入蜀。十八年（255年），姜維在隴西洮西打敗魏軍，深入魏境，圍攻狄道縣，因魏援軍到來而撤退。景耀元年（258年）姜維籌劃縱敵深入加以殲滅，撤外圍險要之守，諸各軍屯於漢壽、樂城、漢城等地。炎興元年（263年）魏大舉攻蜀漢，漢中、武都、陰平三地一時陷沒，蜀漢軍退守劍閣，魏將鄧艾出奇兵自陰平繞劍閣後，克涪城、綿竹，進圍成都。十一月，蜀漢主劉禪投降。蜀漢滅亡以前，計轄有1州22郡。
| 蜀漢行政區 | 蜀漢行政區 | 蜀漢行政區 | 蜀漢行政區 |
| 州名       | 郡數       | 郡名 | 廢郡名     |
| ---------- | ---------- | --- | ---------- |
| 益州       | 22         | 蜀郡、梓潼、廣漢、東廣漢、汶山、巴郡、巴西、巴東、涪陵、犍為、江陽、漢嘉、漢中、朱提、越巂、牂柯、建寧、永昌、雲南、興古、武都、陰平 | 宕渠、南廣 |

郡級行政區建置過程
| 西元                   | 新增 | 變更                                    | 廢除                                 | 數目 | 備註                                              |
| ---------------------- | --- | --------------------------------------- | ------------------------------------ | ---- | ------------------------------------------------- |
| 220年                  | - 蜀郡 - 梓潼郡 - 廣漢郡 - 汶山郡 - 巴郡 - 巴西郡 - 固陵郡 - 宕渠郡 - 涪陵郡 - 犍為郡 - 江陽郡 - 蜀郡屬國 - 漢中郡 - 朱提郡 - 越巂郡 - 牂柯郡 - 益州郡 - 永昌郡 |                                         |                                      | 18   | 繼承漢代的郡                                      |
| 章武元年(221年)        | | - 固陵郡改名巴東郡 - 蜀郡屬國改名漢嘉郡 |                                      | 18   | 《華陽國志．巴志》巴東郡條，《晉書．地理志上》    |
| 章武年間 (221年─223年) | |                                         | - 廢宕渠郡併入巴西郡                 | 17   | 劉琳《華陽國志校注．巴志》宕渠郡條                |
| 建興三年(225年)        | - 分建寧、永昌、越巂3郡置雲南郡 - 分建寧、牂柯2郡置興古郡 | - 益州郡易名建寧郡                      |                                      | 19   | 《蜀志．後主傳》                                  |
| 建興七年(229年)春季    | - 至曹魏取得武都郡、陰平郡2郡 |                                         |                                      | 21   | 《蜀志．後主傳》                                  |
| 延熙年間(238年─257年)  | - 分巴西郡復置宕渠郡 - 分廣漢郡置東廣漢郡 - 分朱提郡置南廣郡 |                                         |                                      | 24   | 《華陽國志》巴志、蜀志、南中志                    |
| 景耀元年(258年)以前    | |                                         | - 廢宕渠郡、南廣郡併入巴西郡、朱提郡 | 22   | 《華陽國志．巴志》宕渠郡條，南廣郡疑建郡約9年即廢 |

## 州治及範圍
蜀漢益州治成都縣（今四川省成都市）。範圍相當於今天的四川（不含甘孜藏族自治州全境及阿壩藏族羌族自治州、涼山彝族自治州西部地帶）、貴州省（不含東部的銅仁、黔東一帶）2省大部及陝西西南部（漢中一帶）甘肅東南部（隴南及甘南）、廣西西北部、緬甸東北部及重慶全部。

## 益州北部

### 郡級行政區
蜀郡
東漢舊郡，郡治成都縣（今四川省成都市），領成都、郫、江原、繁、廣都、臨邛6縣。蜀漢末領縣同前。
汶山郡
東漢末年置郡，郡治緜虒道（今四川省茂縣），領綿虒道、廣柔、汶江、蠶陵、湔氐道5縣。蜀漢時置白馬、平康、都安3縣；綿虒道改置綿虒縣、汶山縣，湔氐道改置氐道縣。蜀漢末領綿虒、廣柔、汶江、蠶陵、氐道、白馬、平康、都安8縣。
犍為郡
東漢舊郡，郡治武陽縣（今四川省眉山市彭山區），領武陽、資中、牛鞞、南安、僰道、南廣6縣。延熙年間（238-257年）南廣縣改隸南廣郡。蜀漢末領武陽、資中、牛鞞、南安、僰道5縣。
江陽郡
東漢末年置郡，郡治漢安縣（今四川省內江市），領漢安、江陽、符節3縣，至蜀漢末未變。
漢嘉郡
東漢末名蜀郡屬國，章武元年（221年）改名漢嘉郡，郡治漢嘉縣（今四川省天全縣東北），領漢嘉、徙陽、新道、旄牛4縣，至蜀漢末未變。
廣漢郡
東漢舊郡，郡治雒縣（今四川省中江縣西），領雒、新都、緜竹、什邡、陽泉、郪、廣漢、德陽、五城9縣。延熙年間（238-257年）郪、廣漢、德陽、五城4縣改隸東廣漢郡。蜀漢末領雒、新都、緜竹、什邡、陽泉5縣。
東廣漢郡
蜀漢延熙年間（238-257年）析廣漢郡置郡。郡治郪縣（今四川省三台縣南郪江鎮），領郪、廣漢、德陽、五城4縣，至蜀漢末未變。
梓潼郡
東漢末年置郡，郡治梓潼縣（今四川省梓潼縣），領梓潼、涪、漢壽、白水、漢德、劍門6縣，至蜀漢末未變。
巴西郡
東漢末年置郡，郡治閬中縣（今四川省閬中市），領閬中、安漢、西充國、南充國、墊江、宕渠、宣漢、漢昌8縣。建興十五年（237年）墊江移屬巴郡。延熙年間（238-257年）宕渠、宣漢、漢昌3縣改隸宕渠郡，9年後復歸。蜀漢末領閬中、安漢、西充國、南充國、宕渠、宣漢、漢昌7縣。
巴郡
東漢舊郡，郡治江州縣（今重慶市中心），領江州、枳、臨江、平都、樂城、常安6縣。建興十五年（237年）巴西郡墊江移來隸。延熙十七年（254年）廢平都、樂城、常安3縣。蜀漢末領江州、枳、臨江、墊江4縣。
巴東郡
東漢末名固陵郡，章武元年（221年）改名巴東郡。郡治魚復縣（今重慶市奉節縣），領魚復、朐忍、漢豐、羊渠、北井、巫6縣。章武元年（221）以前巫縣為吳國所佔；章武二年（222）改魚復縣為永安縣。蜀漢末領永安、朐忍、漢豐、羊渠、北井5縣。
涪陵郡
東漢末年置郡，郡治涪陵縣（今重慶市彭水苗族土家族自治縣），領涪陵、漢髮、萬寧、漢復、丹興5縣。延熙十一年（248年）置漢平縣；廢丹興（約248年左右）。蜀漢末領涪陵、漢髮、萬寧、漢復、漢平5縣。
附：涪陵屬國
蜀漢時已存在，地點或在涪陵郡東北的漢髮、丹興2縣一帶。延熙十一年（248年）爆發叛亂，被鄧芝所討平亂。
漢中郡
東漢舊郡，郡治南鄭縣（今陝西省漢中市漢台區），領南鄭、褒中、沔陽、成固4縣。蜀漢建興七年（229年）改沔陽為漢城，成固為樂城；新置南鄉縣（蜀漢初）。蜀漢末領南鄭、褒中、漢城、樂城、南鄉5縣。
武都郡
本魏地，建興七年（229）諸葛亮北伐時攻取。郡治下辨縣（今甘肅省成縣西北），領下辨、河池、故道、沮、武都、羌道6縣，至蜀漢末不變。
陰平郡
本魏地，建興七年（229）諸葛亮北伐時攻取。郡治陰平縣（今甘肅省文縣），領陰平、廣武2縣，至蜀漢末不變。
宕渠郡（已廢）
蜀漢延熙年間（238-257）分巴西郡置。郡治宕渠縣（今四川省渠縣東北），領宕渠、宣漢、漢昌3縣，後廢郡。

### 縣級行政區
| 益州本部（州治成都縣）                                                                                          |                       |                                |                                                 |                                                       |
| 說明：本表為蜀漢炎興元年（263年）益州本部各郡所轄的縣份；以深灰色表示者，為曾經建置，後因種種原因而不存在的縣份 |                       |                                |                                                 |                                                       |
| 郡名 （縣數）                                                                                                   | 縣名 （黃色者爲郡治） | 今地位置(2013年1月)            | 隸屬郡國                                        | 備注                                                  |
| 蜀郡 （6） | 成都縣                | 今四川省成都市                 | 蜀郡(220-263)                                   |                                                       |
| 蜀郡 （6） | 郫縣                  | 今四川省郫縣                   | 蜀郡(220-263)                                   |                                                       |
| 蜀郡 （6） | 江原縣                | 今四川省雙流縣西               | 蜀郡(220-263)                                   |                                                       |
| 蜀郡 （6） | 繁縣                  | 今四川省新都縣西北             | 蜀郡(220-263)                                   |                                                       |
| 蜀郡 （6） | 廣都縣                | 今四川省雙流縣東北             | 蜀郡(220-263)                                   |                                                       |
| 蜀郡 （6） | 臨邛縣                | 今四川省邛崍市                 | 蜀郡(220-263)                                   |                                                       |
| 汶山郡 （8） | 綿虒縣                | 今四川省茂縣                   | 汶山郡(220-263)                                 | 東漢為綿虒道，蜀漢時改稱縣。                          |
| 汶山郡 （8） | 廣柔縣                | 今四川省汶川縣西北             | 汶山郡(220-263)                                 |                                                       |
| 汶山郡 （8） | 汶江縣                | 今四川省茂縣西北               | 汶山郡(220-263)                                 |                                                       |
| 汶山郡 （8） | 蠶陵縣                | 今四川省茂縣北                 | 汶山郡(220-263)                                 |                                                       |
| 汶山郡 （8） | 氏道縣                | 今四川省松潘縣北               | 汶山郡(220-263)                                 | 東漢為湔氐道，蜀漢時改名氏道縣。                      |
| 汶山郡 （8） | 都安縣                | 今四川省郫縣西北               | 汶山郡(？-263)                                  | 蜀漢時析郫、綿虒2縣地置縣（236年以前置）。            |
| 汶山郡 （8） | 平康縣                | 今四川省松潘縣西南             | 汶山郡(？-263)                                  | 蜀漢時置縣（247年以前置）。                           |
| 汶山郡 （8） | 白馬縣                | 今四川省松潘縣北               | 汶山郡(？-263)                                  | 蜀漢時置縣。                                          |
| 犍為郡 （5） | 武陽縣                | 今四川省眉山市彭山區           | 犍為郡(220-263)                                 |                                                       |
| 犍為郡 （5） | 南安縣                | 今四川省樂山市                 | 犍為郡(220-263)                                 |                                                       |
| 犍為郡 （5） | 資中縣                | 今四川省資陽市                 | 犍為郡(220-263)                                 |                                                       |
| 犍為郡 （5） | 牛鞞縣                | 今四川省簡陽市                 | 犍為郡(220-263)                                 |                                                       |
| 犍為郡 （5） | 僰道縣                | 今四川省宜賓市                 | 犍為郡(220-263)                                 |                                                       |
| 江陽郡 （3） | 漢安縣                | 今四川省內江市                 | 江陽郡(220-263)                                 |                                                       |
| 江陽郡 （3） | 江陽縣                | 今四川省瀘州市                 | 江陽郡(220-263)                                 |                                                       |
| 江陽郡 （3） | 符節縣                | 今四川省合江縣                 | 江陽郡(220-263)                                 |                                                       |
| 漢嘉郡 （4） | 漢嘉縣                | 今四川省天全縣東北             | 漢嘉郡(220-263，蜀郡屬國220-221)                |                                                       |
| 漢嘉郡 （4） | 徙陽縣                | 今四川省天全縣                 | 漢嘉郡(220-263，蜀郡屬國220-221)                |                                                       |
| 漢嘉郡 （4） | 新道縣                | 今四川省滎經縣                 | 漢嘉郡(220-263，蜀郡屬國220-221)                |                                                       |
| 漢嘉郡 （4） | 旄牛縣                | 今四川省漢源縣                 | 漢嘉郡(220-263，蜀郡屬國220-221)                |                                                       |
| 廣漢郡 （5） | 雒縣                  | 今四川省中江縣西               | 廣漢郡(220-263)                                 |                                                       |
| 廣漢郡 （5） | 新都縣                | 今四川省新都縣                 | 廣漢郡(220-263)                                 |                                                       |
| 廣漢郡 （5） | 緜竹縣                | 今四川省綿竹市東南             | 廣漢郡(220-263)                                 |                                                       |
| 廣漢郡 （5） | 什邡縣                | 今四川省什邡市                 | 廣漢郡(220-263)                                 |                                                       |
| 廣漢郡 （5） | 陽泉縣                | 今四川省德陽市西北孝泉鎮       | 廣漢郡(220-263)                                 | 蜀漢時分緜竹縣置。                                    |
| 東廣漢郡 （4）                                                                                                  | 郪縣                  | 今四川省三台縣南郪江鎮         | 廣漢郡(220-238?)→東廣漢郡(238?-263)             |                                                       |
| 東廣漢郡 （4）                                                                                                  | 廣漢縣                | 今四川省射洪縣南               | 廣漢郡(220-238?)→東廣漢郡(238?-263)             |                                                       |
| 東廣漢郡 （4）                                                                                                  | 德陽縣                | 今四川省遂寧市東南             | 廣漢郡(220-238?)→東廣漢郡(238?-263)             |                                                       |
| 東廣漢郡 （4）                                                                                                  | 五城縣                | 今四川省中江縣                 | 廣漢郡(220-238?)→東廣漢郡(238?-263)             |                                                       |
| 梓潼郡 （6） | 梓潼縣                | 今四川省梓潼縣                 | 梓潼郡(220-263)                                 |                                                       |
| 梓潼郡 （6） | 涪縣                  | 今四川省綿陽市                 | 梓潼郡(220-263)                                 |                                                       |
| 梓潼郡 （6） | 漢壽縣                | 今四川省劍閣縣東北             | 梓潼郡(220-263)                                 |                                                       |
| 梓潼郡 （6） | 白水縣                | 今四川省廣元市西北             | 梓潼郡(220-263)                                 |                                                       |
| 梓潼郡 （6） | 漢德縣                | 今四川省劍閣縣北               | 梓潼郡(220-263)                                 | 蜀漢時置縣。                                          |
| 梓潼郡 （6） | 劍門縣                | 今四川省劍閣縣北               | 梓潼郡(220-263)                                 | 蜀漢時置縣。                                          |
| 巴西郡 （7） | 閬中縣                | 今四川省閬中市                 | 巴西郡(220-263)                                 |                                                       |
| 巴西郡 （7） | 安漢縣                | 今四川省南充市                 | 巴西郡(220-263)                                 |                                                       |
| 巴西郡 （7） | 西充國縣              | 今四川省閬中市南               | 巴西郡(220-263)                                 |                                                       |
| 巴西郡 （7） | 南充國縣              | 今四川省南部縣                 | 巴西郡(220-263)                                 |                                                       |
| 巴西郡 （7） | 宕渠縣                | 今四川省渠縣東北               | 巴西郡(220-？)→宕渠郡(？-258?)→巴西郡(258?-263) |                                                       |
| 巴西郡 （7） | 宣漢縣                | 今四川省儀隴縣東               | 巴西郡(220-？)→宕渠郡(？-258?)→巴西郡(258?-263) |                                                       |
| 巴西郡 （7） | 漢昌縣                | 今四川省巴中縣                 | 巴西郡(220-？)→宕渠郡(？-258?)→巴西郡(258?-263) |                                                       |
| 巴郡 （4） | 江州縣                | 今重慶市                       | 巴郡(220-263)                                   |                                                       |
| 巴郡 （4） | 枳縣                  | 今重慶市涪陵區                 | 巴郡(220-263)                                   |                                                       |
| 巴郡 （4） | 臨江縣                | 今重慶市忠縣                   | 巴郡(220-263)                                   |                                                       |
| 巴郡 （4） | 墊江縣                | 今重慶市合川區                 | 巴西郡(220-237)→巴郡(237-263)                   |                                                       |
| 巴郡 （4） | 平都縣                | 今重慶市豐都縣                 | 巴郡(220-254)                                   | 延熙十七年（254年）廢縣。                             |
| 巴郡 （4） | 樂城縣                | 今重慶市江津區                 | 巴郡(220-254)                                   | 東漢末置縣。延熙十七年（254年）廢縣。                 |
| 巴郡 （4） | 常安縣                | 今重慶市璧山區                 | 巴郡(220-254)                                   | 東漢末置縣。延熙十七年（254年）廢縣。                 |
| 巴東郡 （5） | 永安縣                | 今重慶市奉節縣                 | 巴東郡(220-263，固陵郡220-221)                  | 東漢為魚復縣，章武二年（222年）改名。                 |
| 巴東郡 （5） | 朐忍縣                | 今重慶市雲陽縣西               | 巴東郡(220-263，固陵郡220-221)                  |                                                       |
| 巴東郡 （5） | 漢豐縣                | 今重慶市開縣                   | 巴東郡(220-263，固陵郡220-221)                  |                                                       |
| 巴東郡 （5） | 羊渠縣                | 今重慶市萬州區                 | 巴東郡(220-263，固陵郡220-221)                  |                                                       |
| 巴東郡 （5） | 北井縣                | 今重慶市巫山縣北               | 巴東郡(220-263，固陵郡220-221)                  |                                                       |
| 巴東郡 （5） | 巫縣                  | 今重慶市巫山縣                 | 固陵郡(220)                                     | 東漢末為吳國攻佔。                                    |
| 涪陵郡 （5） | 涪陵縣                | 今重慶市彭水苗族土家族自治縣   | 涪陵郡(220-263)                                 |                                                       |
| 涪陵郡 （5） | 漢髮縣                | 今重慶市黔江區西               | 涪陵郡(220-263)                                 |                                                       |
| 涪陵郡 （5） | 萬寧縣                | 地望不詳                       | 涪陵郡(220-263)                                 |                                                       |
| 涪陵郡 （5） | 漢復縣                | 今重慶市彭水苗族土家族自治縣南 | 涪陵郡(220-263)                                 |                                                       |
| 涪陵郡 （5） | 漢平縣                | 今重慶市武隆縣西北             | 涪陵郡(250-263)                                 | 延熙十三年（250年）置縣。蜀漢時廢縣。                 |
| 涪陵郡 （5） | 丹興縣                | 今重慶市黔江區                 | 涪陵郡(220-248?)                                | 約在延熙十一年（248年）鄧芝平亂後廢縣。               |
| 漢中郡 （5） | 南鄭縣                | 今陝西省漢中市漢台區           | 漢中郡(220-263)                                 |                                                       |
| 漢中郡 （5） | 褒中縣                | 今陝西省漢中市北               | 漢中郡(220-263)                                 |                                                       |
| 漢中郡 （5） | 漢城縣                | 今陝西省勉縣                   | 漢中郡(220-263)                                 | 東漢為沔陽縣，蜀漢建興七年（229年）改名。             |
| 漢中郡 （5） | 樂城縣                | 今陝西省成固縣                 | 漢中郡(220-263)                                 | 東漢為成固縣，蜀漢建興七年（229年）改名。             |
| 漢中郡 （5） | 南鄉縣                | 今陝西省西鄉縣                 | 漢中郡(221?-263)                                | 蜀漢時分成固縣置。                                    |
| 武都郡 （6） | 下辨縣                | 今甘肅省成縣西北               | 武都郡(229-263)                                 | 東漢末已廢縣，建興七年（229年）蜀漢攻取此地後復置縣。 |
| 武都郡 （6） | 河池縣                | 今甘肅省徽縣西北               | 武都郡(229-263)                                 | 東漢末已廢縣，建興七年（229年）蜀漢攻取此地後復置縣。 |
| 武都郡 （6） | 故道縣                | 今陝西省寶雞市南               | 武都郡(229-263)                                 | 東漢末已廢縣，建興七年（229年）蜀漢攻取此地後復置縣。 |
| 武都郡 （6） | 沮縣                  | 今陝西省略陽縣東               | 武都郡(229-263)                                 | 東漢末已廢縣，建興七年（229年）蜀漢攻取此地後復置縣。 |
| 武都郡 （6） | 武都縣                | 今甘肅省西和縣西南             | 武都郡(229-263)                                 | 東漢末已廢縣，建興七年（229年）蜀漢攻取此地後復置縣。 |
| 武都郡 （6） | 羌道縣                | 今甘肅省宕昌縣西南             | 武都郡(229-263)                                 | 東漢末已廢縣，建興七年（229年）蜀漢攻取此地後復置縣。 |
| 陰平郡 （2） | 陰平縣                | 今甘肅省文縣                   | 陰平郡(229-263)                                 | 東漢末已廢縣，建興七年（229年）蜀漢攻取此地後復置縣。 |
| 陰平郡 （2） | 廣武縣                | 今四川省平武縣北               | 陰平郡(229-263)                                 | 東漢末已廢縣，建興七年（229年）蜀漢攻取此地後復置縣。 |

## 益州南部（庲降都督）

### 郡級行政區
朱提郡
東漢舊郡。郡治南昌縣（今雲南省鎮雄縣），領南昌、朱提、漢陽3縣。漢延熙年間（238-257）增領南廣縣（原屬南廣郡），至蜀漢末不變。
越巂郡
東漢舊郡。郡治邛都縣（今四川省西昌市），章武三年（223年）越巂叟帥高定據郡叛亂，時越巂太守龔祿駐安上縣（今四川省屏山縣），遙領郡職。建興三年（225年）諸葛亮平叛後一度回到邛都縣，然而叛亂仍舊未平，後任太守長期駐於安上縣，至延熙三年（240年）平郡亂後郡治才回到邛都縣。領邛都、會無、臺登、卑水、定莋、蘇示、闡、遂久、姑復、三縫、莋秦、潛街12縣，建興三年（225年）青蛉、遂久、姑復3縣移屬雲南郡；新置馬湖、安上2縣（蓋建興年間置）；蘇示縣改名蘇祁縣（蓋建興年間改名）；廢三縫、莋秦2縣（年代不明）；延熙年間（238-257）安上、馬湖、潛街3縣移屬南廣郡，九年後復歸。蜀漢末領10縣。
牂柯郡
東漢舊郡。郡治且蘭縣（今貴州省黃平縣西南），領且蘭、平夷　鄨、毋斂、談指、夜郎、同並、談稾、漏江、毋單、宛溫、鐔封、漏卧、句町、進乘、西隨16縣。建興三年（225年）宛溫、鐔封、漏卧、句町、進乘、西隨6縣移屬興古郡，毋單縣移屬建寧郡，廢談稾、漏江2縣。蜀漢末領7縣。
建寧郡
東漢時名益州郡，郡治滇池縣（今雲南省澄江縣西）。章武三年（223年）益州大姓雍闓據郡叛亂，時益州太守張裔駐牂牁郡平夷縣（今貴州省仁懷市西南），遙領郡職。建興三年（225年）諸葛亮南征後改名建寧郡。建興十一年（233年）平郡亂後庲降都督治才移到本郡味縣（今雲南省曲靖市）。初領味、滇池、勝休、俞元、昆澤、同瀨、牧靡、穀昌、連然、秦臧、雙柏、建伶、賁古、毋棳、梇棟、同勞、律高17縣。建興三年（225年）牂牁郡毋單縣來隸，賁古、毋棳2縣移屬興古郡，梇棟縣移屬雲南郡。廢律高縣（年代不明），新置存邑、新定、脩雲、泠丘4縣（年代均不明）。蜀漢末領8縣。
永昌郡
東漢舊郡。郡治不韋縣（今雲南省保山市東北），領不韋、巂唐、哀牢、博南、雲南、邪龍、楪榆、比蘇8縣，建興三年（225年）雲南、邪龍、楪榆3縣移屬雲南郡；新置永壽、南涪、雍鄉3縣（年代均不明）。蜀漢末領8縣。
雲南郡
蜀漢建興三年（225年）析建寧、永昌、越巂3郡置，郡治梇棟縣（今雲南省姚安縣北），領梇棟、青蛉、遂久、姑復、雲南、邪龍、楪榆7縣，至蜀漢末不變。
興古郡
蜀漢建興三年（225年）析牂牁、建寧2郡置，郡治宛溫縣（今雲南省丘北縣南），領宛溫、句町、鐸封、進乘、漏臥、賁古、毋棳（同年改名西豐）、西隨8縣，至蜀漢末不變。
南廣郡（已廢）
蜀漢延熙年間（238-257）分犍為、越巂2郡置，郡治安上縣，領安上、馬湖、潛街、南廣4縣。建郡9年廢。

### 縣級行政區
| 益州南部（庲降都督，治安上縣）                                                                                  | |        |                              |                                                 |                                             |
| 說明：本表為蜀漢炎興元年（263年）益州南部各郡所轄的縣份；以深灰色表示者，為曾經建置，後因種種原因而不存在的縣份 | |        |                              |                                                 |                                             |
| 郡名 （縣數）                                                                                                   | 郡治                                                                                                  | 縣名   | 今地位置(2013年12月)         | 隸屬郡國                                        | 備注                                        |
| 朱提郡 （4） | 南昌縣                                                                                                | 南昌縣 | 今雲南省鎮雄縣               | 朱提郡(220-263)                                 |                                             |
| 朱提郡 （4） | 南昌縣                                                                                                | 朱提縣 | 今雲南省昭通市城區           | 朱提郡(220-263)                                 |                                             |
| 朱提郡 （4） | 南昌縣                                                                                                | 漢陽縣 | 今貴州省六盤水市西北         | 朱提郡(220-263)                                 |                                             |
| 朱提郡 （4） | 南昌縣                                                                                                | 南廣縣 | 今雲南省鹽津縣               | 犍為郡(220-？)→南廣郡(？-258?)→朱提郡(258?-263) |                                             |
| 越巂郡 （10）                                                                                                   | 邛都縣（220年-223年） 安上縣（223年-225年） 邛都縣（225年-?） 安上縣（?-240年） 邛都縣（240年-264年） | 邛都縣 | 今四川省西昌市東南           | 越巂郡(220-263)                                 |                                             |
| 越巂郡 （10）                                                                                                   | 邛都縣（220年-223年） 安上縣（223年-225年） 邛都縣（225年-?） 安上縣（?-240年） 邛都縣（240年-264年） | 臺登縣 | 今四川省冕寧縣南             | 越巂郡(220-263)                                 |                                             |
| 越巂郡 （10）                                                                                                   | 邛都縣（220年-223年） 安上縣（223年-225年） 邛都縣（225年-?） 安上縣（?-240年） 邛都縣（240年-264年） | 闡縣   | 今四川省越西縣東             | 越巂郡(220-263)                                 |                                             |
| 越巂郡 （10）                                                                                                   | 邛都縣（220年-223年） 安上縣（223年-225年） 邛都縣（225年-?） 安上縣（?-240年） 邛都縣（240年-264年） | 蘇祁縣 | 今四川省西昌市北             | 越巂郡(220-263)                                 | 東漢末名蘇示縣，約建興年間（223-237）改名。 |
| 越巂郡 （10）                                                                                                   | 邛都縣（220年-223年） 安上縣（223年-225年） 邛都縣（225年-?） 安上縣（?-240年） 邛都縣（240年-264年） | 會無縣 | 今四川省會理縣               | 越巂郡(220-263)                                 |                                             |
| 越巂郡 （10）                                                                                                   | 邛都縣（220年-223年） 安上縣（223年-225年） 邛都縣（225年-?） 安上縣（?-240年） 邛都縣（240年-264年） | 定筰縣 | 今四川省鹽源縣               | 越巂郡(220-263)                                 |                                             |
| 越巂郡 （10）                                                                                                   | 邛都縣（220年-223年） 安上縣（223年-225年） 邛都縣（225年-?） 安上縣（?-240年） 邛都縣（240年-264年） | 卑水縣 | 今四川省昭覺縣東南           | 越巂郡(220-263)                                 |                                             |
| 越巂郡 （10）                                                                                                   | 邛都縣（220年-223年） 安上縣（223年-225年） 邛都縣（225年-?） 安上縣（?-240年） 邛都縣（240年-264年） | 潛街縣 | 今四川省雷波縣東北           | 越巂郡(220-？)→南廣郡(？-258?)→越巂郡(258?-263) |                                             |
| 越巂郡 （10）                                                                                                   | 邛都縣（220年-223年） 安上縣（223年-225年） 邛都縣（225年-?） 安上縣（?-240年） 邛都縣（240年-264年） | 安上縣 | 今四川省屏山縣               | 越巂郡(225-？)→南廣郡(？-258?)→越巂郡(258?-263) | 蓋建興年間（223-237）置縣。                 |
| 越巂郡 （10）                                                                                                   | 邛都縣（220年-223年） 安上縣（223年-225年） 邛都縣（225年-?） 安上縣（?-240年） 邛都縣（240年-264年） | 馬湖縣 | 今四川省雷波縣北             | 越巂郡(225-？)→南廣郡(？-258?)→越巂郡(258?-263) | 蓋建興年間（223-237）置縣。                 |
| 越巂郡 （10）                                                                                                   | 邛都縣（220年-223年） 安上縣（223年-225年） 邛都縣（225年-?） 安上縣（?-240年） 邛都縣（240年-264年） | 三縫縣 | 今四川省會理縣黎溪工業園區   | 越巂郡(220-225?)                                | 蜀漢時廢縣。                                |
| 越巂郡 （10）                                                                                                   | 邛都縣（220年-223年） 安上縣（223年-225年） 邛都縣（225年-?） 安上縣（?-240年） 邛都縣（240年-264年） | 莋秦縣 | 今四川省冕寧縣               | 越巂郡(220-225?)                                | 蜀漢時廢縣。                                |
| 建寧郡 （18）                                                                                                   | 滇池縣（220年-223年） 平夷縣（223年-233年） 味縣（233年-264年）                                       | 味縣   | 今雲南省曲靖市               | 建寧郡(220-263，益州郡220-225)                  |                                             |
| 建寧郡 （18）                                                                                                   | 滇池縣（220年-223年） 平夷縣（223年-233年） 味縣（233年-264年）                                       | 滇池縣 | 今雲南省澄江縣西             | 建寧郡(220-263，益州郡220-225)                  |                                             |
| 建寧郡 （18）                                                                                                   | 滇池縣（220年-223年） 平夷縣（223年-233年） 味縣（233年-264年）                                       | 昆澤縣 | 今雲南省宜良縣               | 建寧郡(220-263，益州郡220-225)                  |                                             |
| 建寧郡 （18）                                                                                                   | 滇池縣（220年-223年） 平夷縣（223年-233年） 味縣（233年-264年）                                       | 同瀨縣 | 今雲南省馬龍縣南             | 建寧郡(220-263，益州郡220-225)                  |                                             |
| 建寧郡 （18）                                                                                                   | 滇池縣（220年-223年） 平夷縣（223年-233年） 味縣（233年-264年）                                       | 同勞縣 | 今雲南省陸良縣境             | 建寧郡(220-263，益州郡220-225)                  |                                             |
| 建寧郡 （18）                                                                                                   | 滇池縣（220年-223年） 平夷縣（223年-233年） 味縣（233年-264年）                                       | 建伶縣 | 今雲南省晉寧縣               | 建寧郡(220-263，益州郡220-225)                  |                                             |
| 建寧郡 （18）                                                                                                   | 滇池縣（220年-223年） 平夷縣（223年-233年） 味縣（233年-264年）                                       | 連然縣 | 今雲南省安寧市               | 建寧郡(220-263，益州郡220-225)                  |                                             |
| 建寧郡 （18）                                                                                                   | 滇池縣（220年-223年） 平夷縣（223年-233年） 味縣（233年-264年）                                       | 牧靡縣 | 今雲南省尋甸回族彝族自治縣北 | 建寧郡(220-263，益州郡220-225)                  |                                             |
| 建寧郡 （18）                                                                                                   | 滇池縣（220年-223年） 平夷縣（223年-233年） 味縣（233年-264年）                                       | 秦臧縣 | 今雲南省祿豐縣東             | 建寧郡(220-263，益州郡220-225)                  |                                             |
| 建寧郡 （18）                                                                                                   | 滇池縣（220年-223年） 平夷縣（223年-233年） 味縣（233年-264年）                                       | 榖昌縣 | 今雲南省昆明市東             | 建寧郡(220-263，益州郡220-225)                  |                                             |
| 建寧郡 （18）                                                                                                   | 滇池縣（220年-223年） 平夷縣（223年-233年） 味縣（233年-264年）                                       | 雙柏縣 | 今雲南省雙柏縣南             | 建寧郡(220-263，益州郡220-225)                  |                                             |
| 建寧郡 （18）                                                                                                   | 滇池縣（220年-223年） 平夷縣（223年-233年） 味縣（233年-264年）                                       | 俞元縣 | 今雲南省澄江縣               | 建寧郡(220-263，益州郡220-225)                  |                                             |
| 建寧郡 （18）                                                                                                   | 滇池縣（220年-223年） 平夷縣（223年-233年） 味縣（233年-264年）                                       | 勝休縣 | 今雲南省江川縣北             | 建寧郡(220-263，益州郡220-225)                  |                                             |
| 建寧郡 （18）                                                                                                   | 滇池縣（220年-223年） 平夷縣（223年-233年） 味縣（233年-264年）                                       | 毋單縣 | 今雲南省澄江縣東南           | 牂柯郡(220-225)→建寧郡(225-263)                 |                                             |
| 建寧郡 （18）                                                                                                   | 滇池縣（220年-223年） 平夷縣（223年-233年） 味縣（233年-264年）                                       | 存邑縣 | 今雲南省宣威市               | 建寧郡(225?-263)                                | 蜀漢時置縣（年代不明）。                    |
| 建寧郡 （18）                                                                                                   | 滇池縣（220年-223年） 平夷縣（223年-233年） 味縣（233年-264年）                                       | 新定縣 | 今雲南省普安縣北             | 建寧郡(225?-263)                                | 蜀漢時置縣（年代不明）。                    |
| 建寧郡 （18）                                                                                                   | 滇池縣（220年-223年） 平夷縣（223年-233年） 味縣（233年-264年）                                       | 修雲縣 | 今雲南省彌勒縣南             | 建寧郡(225?-263)                                | 蜀漢時置縣（年代不明）。                    |
| 建寧郡 （18）                                                                                                   | 滇池縣（220年-223年） 平夷縣（223年-233年） 味縣（233年-264年）                                       | 泠丘縣 | 今貴州省盤縣南               | 建寧郡(225?-263)                                | 蜀漢時置縣（年代不明）。                    |
| 建寧郡 （18）                                                                                                   | 滇池縣（220年-223年） 平夷縣（223年-233年） 味縣（233年-264年）                                       | 律高縣 | 今雲南省彌勒縣南竹園鎮       | 益州郡(220-225?)                                | 蜀漢時廢縣。                                |
| 牂柯郡 （7） | 且蘭縣                                                                                                | 且蘭縣 | 今貴州省黃平縣西南           | 牂柯郡(220-263)                                 |                                             |
| 牂柯郡 （7） | 且蘭縣                                                                                                | 談指縣 | 今貴州省貞豐縣西北           | 牂柯郡(220-263)                                 |                                             |
| 牂柯郡 （7） | 且蘭縣                                                                                                | 夜郎縣 | 今貴州省關嶺布依族苗族自治縣 | 牂柯郡(220-263)                                 |                                             |
| 牂柯郡 （7） | 且蘭縣                                                                                                | 毋歛縣 | 今貴州省獨山縣               | 牂柯郡(220-263)                                 |                                             |
| 牂柯郡 （7） | 且蘭縣                                                                                                | 鄨縣   | 今貴州省遵義市               | 牂柯郡(220-263)                                 |                                             |
| 牂柯郡 （7） | 且蘭縣                                                                                                | 平夷縣 | 今貴州省畢節市城區東北       | 牂柯郡(220-263)                                 |                                             |
| 牂柯郡 （7） | 且蘭縣                                                                                                | 同並縣 | 今雲南省彌勒縣境內           | 牂柯郡(225?-263)                                |                                             |
| 牂柯郡 （7） | 且蘭縣                                                                                                | 談稾縣 | 今貴州省盤縣西南             | 牂柯郡(220-225?)                                | 蜀漢時廢縣。（不詳何時）                    |
| 牂柯郡 （7） | 且蘭縣                                                                                                | 漏江縣 | 今貴州省普安縣               | 牂柯郡(220-225?)                                | 蜀漢時廢縣。（不詳何時）                    |
| 永昌郡 （8） | 不韋縣                                                                                                | 不韋縣 | 今雲南省保山市東北           | 永昌郡(220-263)                                 |                                             |
| 永昌郡 （8） | 不韋縣                                                                                                | 比蘇縣 | 今雲南省雲龍縣               | 永昌郡(220-263)                                 |                                             |
| 永昌郡 （8） | 不韋縣                                                                                                | 嶲唐縣 | 今雲南省雲龍縣西南           | 永昌郡(220-263)                                 |                                             |
| 永昌郡 （8） | 不韋縣                                                                                                | 哀牢縣 | 今雲南省盈江縣               | 永昌郡(220-263)                                 |                                             |
| 永昌郡 （8） | 不韋縣                                                                                                | 博南縣 | 今雲南省永平縣西南           | 永昌郡(220-263)                                 |                                             |
| 永昌郡 （8） | 不韋縣                                                                                                | 永壽縣 | 今雲南省耿馬傣族佤族自治縣   | 永昌郡(225?-263)                                | 建興三年（225年）以後置縣。                 |
| 永昌郡 （8） | 不韋縣                                                                                                | 雍鄉縣 | 今地不明                     | 永昌郡(225?-263)                                | 建興三年（225年）以後置縣。                 |
| 永昌郡 （8） | 不韋縣                                                                                                | 南涪縣 | 今雲南省景洪市               | 永昌郡(225?-263)                                | 建興三年（225年）以後置縣。                 |
| 雲南郡 （7） | 梇棟縣                                                                                                | 梇棟縣 | 今雲南省姚安縣北             | 建寧郡(220-225)→雲南郡(225-263)                 |                                             |
| 雲南郡 （7） | 梇棟縣                                                                                                | 雲南縣 | 今雲南省祥雲縣東南           | 永昌郡(220-225)→雲南郡(225-263)                 |                                             |
| 雲南郡 （7） | 梇棟縣                                                                                                | 邪龍縣 | 今雲南省巍山彝族回族自治縣   | 永昌郡(220-225)→雲南郡(225-263)                 |                                             |
| 雲南郡 （7） | 梇棟縣                                                                                                | 楪榆縣 | 今雲南省大理市北             | 永昌郡(220-225)→雲南郡(225-263)                 |                                             |
| 雲南郡 （7） | 梇棟縣                                                                                                | 青蛉縣 | 今雲南省大姚縣               | 越巂郡(220-225)→雲南郡(225-263)                 |                                             |
| 雲南郡 （7） | 梇棟縣                                                                                                | 遂久縣 | 今雲南省麗江市城區           | 越巂郡(220-225)→雲南郡(225-263)                 |                                             |
| 雲南郡 （7） | 梇棟縣                                                                                                | 姑復縣 | 今雲南省永勝縣東南           | 越巂郡(220-225)→雲南郡(225-263)                 |                                             |
| 興古郡 （8） | 宛溫縣                                                                                                | 宛溫縣 | 今雲南省丘北縣南             | 牂柯郡(220-225)→興古郡(225-263)                 |                                             |
| 興古郡 （8） | 宛溫縣                                                                                                | 句町縣 | 今雲南省廣南縣               | 牂柯郡(220-225)→興古郡(225-263)                 |                                             |
| 興古郡 （8） | 宛溫縣                                                                                                | 鐔封縣 | 今雲南省丘北縣西南           | 牂柯郡(220-225)→興古郡(225-263)                 |                                             |
| 興古郡 （8） | 宛溫縣                                                                                                | 進乘縣 | 今雲南省屏邊苗族自治縣       | 牂柯郡(220-225)→興古郡(225-263)                 |                                             |
| 興古郡 （8） | 宛溫縣                                                                                                | 漏臥縣 | 今雲南省羅平縣               | 牂柯郡(220-225)→興古郡(225-263)                 |                                             |
| 興古郡 （8） | 宛溫縣                                                                                                | 賁古縣 | 今雲南省蒙自縣               | 益州郡(220-225)→興古郡(225-263)                 |                                             |
| 興古郡 （8） | 宛溫縣                                                                                                | 西豐縣 | 今雲南省華寧縣南             | 益州郡(220-225)→興古郡(225-263)                 | 東漢為毋掇縣，建興三年（225年）左右改縣名。 |
| 興古郡 （8） | 宛溫縣                                                                                                | 西隨縣 | 今雲南省元陽縣一帶           | 牂柯郡(220-225)→興古郡(225-263)                 |                                             |

## 歷任刺史、州牧列表

### 實領
- 司隸
  - 張飛（221），章武元年（221年）領司隸校尉。（《蜀志·張飛傳》）
  - 諸葛亮（221 - 224），繼張飛後領司隸校尉。（《蜀志·諸葛亮傳》、《杜微傳》）

- 益州
  - 諸葛亮（224 - 234），建興二年（224年）領益州牧。（《蜀志·諸葛亮傳》、《杜微傳》）
  - 蔣琬（234 - 244），繼諸葛亮後領益州刺史。（《蜀志·蔣琬傳》、《董允傳》，《華陽國志·劉後主志》）
  - 費禕（244 - 253），繼蔣琬後領益州刺史。（《蜀志·費禕傳》）

### 遙領
- 兗州
  - 鄧芝（234 - 251），建興十二年（234年）遙領兗州刺史。（《蜀志·鄧芝傳》）
  - 胡濟（251 - 258），繼鄧芝後遙領兗州刺史。（《蜀志·董和傳》裴松之注）
  - 宗預（259 - 263），繼胡濟後遙領兗州刺史。（《蜀志·宗預傳》）

- 冀州
  - 張翼（259 - 263），景耀二年（259年）遙領冀州刺史。（《蜀志·張翼傳》）

- 并州
  - 廖化（259 - 263），景耀二年（259年）遙領并州刺史。（《蜀志·宗預傳》）

- 涼州
  - 馬超（221 - 222），章武元年（221年）遙領涼州刺史。（《蜀志·馬超傳》）
  - 魏延（227 - 234），建興五年（227年）遙領涼州刺史。（《蜀志·魏延傳》）
  - 姜維（243 - ？），延熙六年（243年）遙領涼州刺史。（《蜀志·姜維傳》）

- 交州
  - 李恢（221? - 229），章武初（221-223）遙領交州刺史。（《蜀志·李恢傳》）

- 荊州
  - 吳懿（230 - 234），繼胡濟後遙領荊州刺史。（《蜀志·楊戲傳》）

- 雍州
  - 吳懿（234 - 237），繼胡濟後遙領雍州刺史。（《蜀志·楊戲傳》）

### 引用
1. 1 2 3 4  《中國行政區劃通史·三國兩晉南朝卷》第33-35頁。
2. ↑  《晉書》卷14〈地理志上·益州〉：「蜀章武元年，又改固陵為巴東郡，巴西郡為巴郡，又分廣漢立梓潼郡，分犍為立江陽郡，以蜀郡屬國為漢嘉郡，以犍為屬國為朱提郡。」
3. ↑  《華陽國志》卷3〈蜀志〉：「劉氏延熙中，分廣漢四縣置東廣漢郡。咸熙初省。」
4. ↑  《宋書》卷38〈州郡志四·巴郡太守〉：「墊江令，漢舊縣，獻帝建安六年度巴西，劉禪建興十五年復舊。」
5. ↑  《宋書》卷38〈州郡志四·巴郡太守〉：「墊江令，漢舊縣，獻帝建安六年度巴西，劉禪建興十五年復舊。」
6. ↑  《華陽國志》卷1〈巴志〉：「巴東郡，先主入益州，改為江關都尉。建安二十一年，以朐忍、魚復、漢豐、羊渠，及宜都之巫、北井六縣為固陵郡。武陵康立為太守，治故陵溪會。章武元年，朐忍徐慮、魚復蹇機，以失巴名，上表自訟。先主聽復為巴東。」
7. ↑  《三國志》卷33〈後主傳〉：「〔延熙十一年〕秋，涪陵屬國民夷反，車騎將軍鄧芝往討，皆破平之。」卷45〈鄧芝傳〉：「〔延熙〕十一年，涪陵國人殺都尉反叛，芝率軍征討，即梟其渠帥，百姓安堵。」
8. ↑  《三國志》卷33〈後主傳〉：「〔建興〕七年春，亮遣陳式攻武都、陰平，遂克定二郡。」
9. ↑  《三國志》卷33〈後主傳〉：「〔建興〕七年春，亮遣陳式攻武都、陰平，遂克定二郡。」
10. ↑  《太平寰宇記》卷136〈山南西道·渝州〉：「後漢建安二十一年，蜀先主又以巴西郡所管宣漢、宕渠、漢昌三縣置宕渠郡。」卷138〈山南西道·渠州〉：「後漢建安二十三年，蜀先主分巴郡置宕渠郡，尋省。後主延熙中又置，尋又省。」；《華陽國志》卷1〈巴志〉：「宕渠郡，蜀先主置。以廣漢王士為太守。郡建九年省。延熙中復置。尋又省。」
11. ↑  《水經注》卷33：「江水自天彭闕東逕汶關，而歷氐道縣北。漢武帝元鼎六年，分蜀郡北部，置汶山郡以統之。縣本秦始皇置，後為升遷縣也。」
12. ↑  《三國志》卷33〈後主傳〉裴松之注：「湔，縣名也，屬蜀郡。」；《宋書》卷38〈州郡志四·汶山太守〉：「都安侯相，蜀立。」；《輿地廣志》卷30〈成都府路·永康軍導江縣〉：「本漢郫、綿虒二縣地，屬蜀郡。蜀置都安縣，屬汶山郡。」
13. ↑  《三國志》卷33〈後主傳〉：「〔延熙十年〕汶山平康夷反。」
14. ↑  《宋書》卷38〈州郡志四·汶山太守〉：「興樂令，二漢、魏無。《晉太康地記》云：『元年更名。本曰白馬，屬汶山。』《何志》，漢舊縣。檢二漢益部無白馬縣。」
15. ↑  《宋書》卷38〈州郡志四·廣漢太守〉：「陽泉令，蜀分綿竹立。」
16. ↑  《晉書》卷14〈地理志上·梁州〉：「劉備據蜀，又分廣漢之葭萌、涪城、梓潼、白水四縣，改葭萌曰漢壽，又立漢德縣，以為梓潼郡。」
17. ↑  《方輿勝覽》卷67〈利州東路·劍門縣〉：「蜀先主以霍峻為梓潼太守，是時有劍門縣。」；《蜀中廣記》卷26：「《輿地廣記》曰：諸侯孔明以大劍至此有隘束之稱，乃立劍門縣，復於閣道置尉以守之。」
18. 1 2 3  《華陽國志》卷1〈巴郡〉：「（延熙）十七年，省平都、樂城、常安。」
19. ↑  《華陽國志》卷1〈巴郡〉：「魚復縣，郡治。公孫述更名白帝。章武二年，改曰永安。」；《水經注》卷22：「章武二年，劉備為吳所破，改白帝為永安，巴東郡治也。」
20. ↑  《華陽國志》卷1〈巴郡〉：「漢平縣，延熙十三年置。」
21. ↑  《華陽國志》卷1〈巴郡〉：「丹興縣，蜀時省。」
22. ↑  《三國志》卷33〈後主傳〉：「〔建興〕七年冬，亮徙府營於南山下原上，築漢、樂二城。」；《華陽國志》卷2〈漢中郡〉：「蜀時，以沔陽為漢城，成固為樂城。」
23. ↑  《三國志》卷33〈後主傳〉：「〔建興〕七年冬，亮徙府營於南山下原上，築漢、樂二城。」；《華陽國志》卷2〈漢中郡〉：「蜀時，以沔陽為漢城，成固為樂城。」
24. ↑  《宋書》卷37〈州郡志三·漢中太守〉：「西鄉令，蜀立曰南鄉，晉武帝太康二年更名。」；《元和郡縣圖志》卷22〈山南道三·洋州〉：「本漢漢中郡成固縣地，先主分成固立南鄉縣，為蜀重鎮。晉改為西鄉縣。」
25. ↑  《元和郡縣圖志》卷22〈山南道三·鳳州〉：「漢高帝分隴西郡置廣漢郡，武帝分廣漢、隴西郡置武都郡，領縣九。其屬有故道、河池二縣，今州即二縣之地也。三國時屬魏，明帝太和三年，其地沒蜀，魏平蜀後復為雍州之地。」
26. ↑  《元和郡縣圖志》卷22〈山南道三·鳳州〉：「漢高帝分隴西郡置廣漢郡，武帝分廣漢、隴西郡置武都郡，領縣九。其屬有故道、河池二縣，今州即二縣之地也。三國時屬魏，明帝太和三年，其地沒蜀，魏平蜀後復為雍州之地。」
27. ↑  《宋書》卷38〈州郡志三·北陰平太守〉：「平武令，蜀立曰廣武，晉武帝太康元年更名。」
28. ↑  《三國志》卷45〈楊戲傳〉陳壽注：「（鄧）孔山名方，南郡人也。以荊州從事隨先主入蜀。蜀旣定，為犍為屬國都尉，因易郡名，為朱提太守，遷為安遠將軍、庲降都督，住南昌縣。」
29. ↑  《華陽國志》卷4〈南中志〉：「建安十九年，劉先主定蜀，遣安遠將軍、南郡鄧方，以朱提太守、庲降都督治南昌縣。」
30. ↑  《華陽國志》卷4〈南中志〉：「章武三年，越嶲叟大帥高定元稱王恣睢，遣都督李承之將軍梓潼焦璜，破沒郡土。丞相亮遣越嶲太守龔祿住安上縣，遙領太守。」
31. ↑  《三國志》卷33〈後主傳〉：「（延熙）三年春，使越嶲太守張嶷平定越嶲郡。」；卷43〈張嶷傳〉：「初，越嶲郡自丞相亮討高定之後，叟夷數反，殺太守龔祿、焦璜，是後太守不敢之郡，只住安定縣，去郡八百餘里，其郡徒有名而已。時論欲復舊郡，除嶷為越嶲太守，嶷將所領往之郡，誘以恩信，蠻夷皆服，頗來降附。」
32. 1 2  《水經注》卷36：「溫水又東南逕牂柯之毋單縣，建興中，劉禪割屬建寧郡。」
33. 1 2 3  《宋書》卷38〈州郡志四〉：「談槁令，漢舊縣，屬牂牁。晉武帝立。漏江令，漢舊縣，屬牂牁。晉武帝立。」；吳增僅《三國郡縣表附考証》卷6：「《常志》無，《晉志》有，疑蜀省，晉後復立。《沈志》晉武帝復立，當是蜀省。
34. ↑  《三國志》卷33〈後主傳〉：「先是，益州郡有大姓雍闓反，流太守張裔於吳，據郡不賓。」
35. 1 2 3  《三國志》卷33〈後主傳〉：「（建興）三年春三月，丞相亮南征四郡，四郡皆平。改益州郡為建寧郡，分建寧、永昌郡為雲南郡，又分建寧、牂牁為興古郡。」
36. ↑  《三國志》卷卷43〈馬忠傳〉：「（建興）十一年，南夷豪帥劉冑反，擾亂諸郡。徵庲降都督張翼還，以忠代翼。忠遂斬冑，平南土。加忠監軍奮威將軍，封博陽亭侯。初，建寧郡殺太守正昂，縛太守張裔於吳，故都督常駐平夷縣。至忠，乃移治味縣。」
37. ↑  《太平寰宇記》卷79〈劍南西道姚州〉：「蜀劉氏分永昌、建寧為雲南郡而治於弄棟。」
38. ↑  《水經注》卷36：「劉禪建興三年，分牂牁置興古郡，治溫縣。」
39. 1 2  《宋書》卷38〈州郡志四〉：「毋棳令，漢舊縣，屬益州郡，《晉太康地志》屬興古。劉氏改曰西豐，晉武帝泰始五年，復為毋棳。」
40. ↑  《華陽國志》卷4〈南中志〉：「南廣郡，蜀延熙中置，以蜀郡常竺為太守。蜀朝召竺，入為侍中，巴西令狐衷代之。建郡（原作建武）[註 12]九年省。」
41. ↑  《太平寰宇記》卷79〈劍南西道八〉：「宜賓縣，本漢南安縣地，屬犍為郡。蜀漢武侯南征，於此置存馬戍。後改為存馬縣。」